# توماس نوفاك
توماس نوفاك (بالبولندية: Tomasz Nowak)‏ (30 أكتوبر 1985 في بولندا - ) هو لاعب كرة قدم بولندي في مركز الوسط. شارك مع منتخب بولندا لكرة القدم. أما مع النوادي، فقد لعب مع غورنيك وانشنا وكورونا كييلتسى ونادي غوميل ونادي ال كي اس ودز وAmica Wronki ‏ وPolonia Bytom ‏.

## وصلات خارجية
- توماس نوفاك على موقع قاعدة بيانات كرة القدم.إي يو (الإنجليزية)
- توماس نوفاك على موقع ناشيونال فوتبول تيمز (الإنجليزية)
- توماس نوفاك على موقع Soccerway.com (الإنجليزية)